# Sanjobrug
De Sanjobrug (三条大橋, Sanjō Ōhashi) is een brug over de rivier de Kamo in Kyoto. Het is de oudste rivierovergang in de stad. De huidige Sanjobrug stamt uit 1950.

## Afbeeldingen

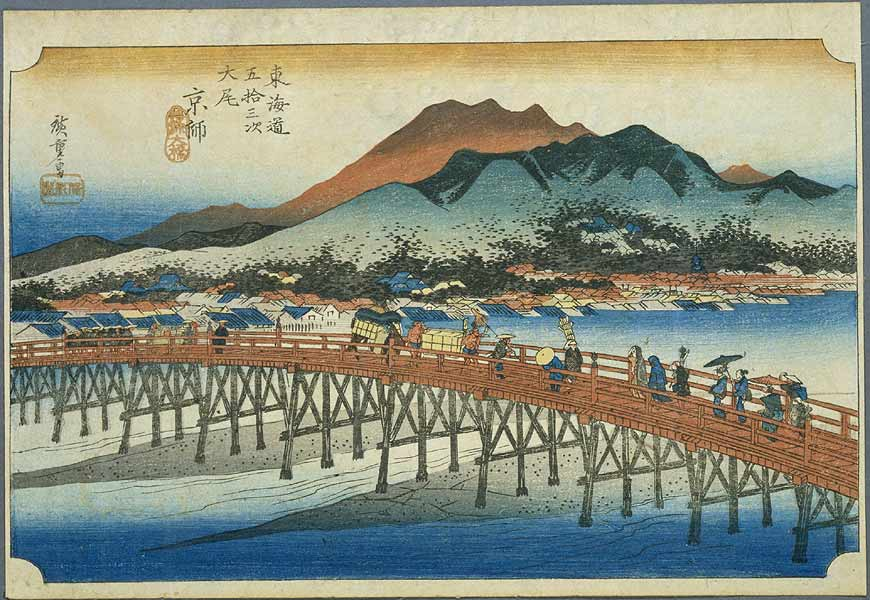
Ukiyo-e van Sanjobrug, door Hiroshige
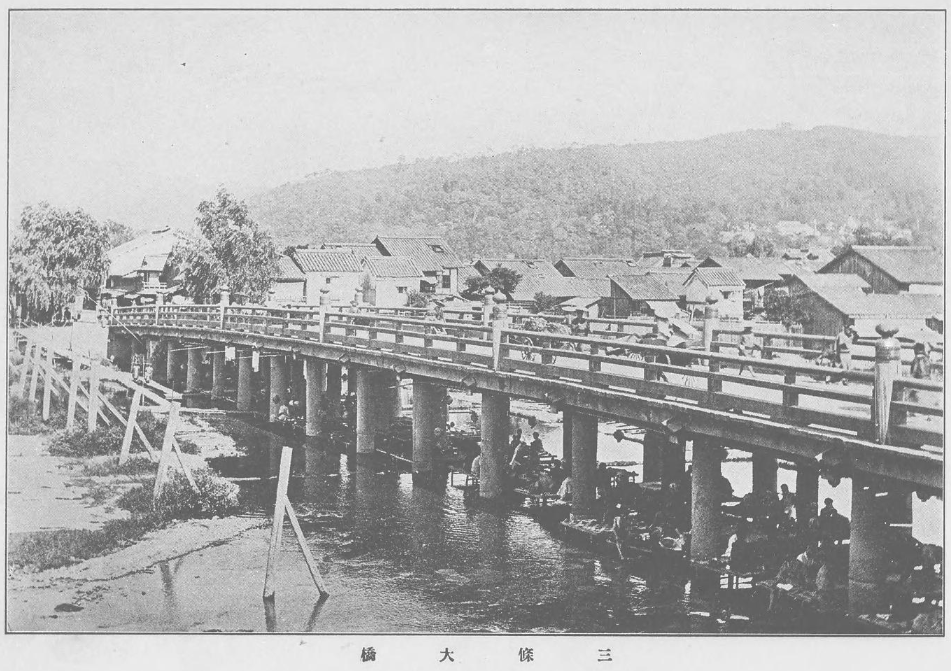
De brug omstreeks 1900